# Hotel Danubio
Hotel Danubio es una película española dirigida por Antonio Giménez-Rico.

## Argumento
Hugo (Santiago Ramos) es un escritor fracasado que mantiene una relación con una chica llamada Ivón (Carmen Morales) de la misma edad que su hijo Carlos. Este se enamora también de la joven...

## Comentarios
- Remake de Los peces rojos, (José Antonio Nieves Conde, 1955)

## Reparto
| Actor/Actriz        | Personaje       |
| ------------------- | --------------- |
| Santiago Ramos      | Hugo            |
| Carmen Morales      | Ivonne          |
| Mariola Fuentes     | Magda           |
| Juan Jesús Valverde | Comisario       |
| Iñaki Miramón       | Agente          |
| José Sazatornil     | Conserje        |
| José Caride         | Administrador   |
| Fedra Lorente       | Primera vedette |
| María Asquerino     | Tía Ángela      |
| Antonio Gamero      | Portero         |
| Vicente de Souza    | Policía         |
| Emilio Laguna       |                 |
| Arantxa Villar      | Figurante       |

- Datos: Q5903353